# Agulla unicolor
Agulla (Glavia) unicolor is een kameelhalsvliegensoort uit de familie van de Raphidiidae. De soort komt voor in het Nearctisch gebied.
Agulla (Glavia) unicolor werd voor het eerst wetenschappelijk beschreven door Carpenter in 1936.